# Châteauneuf-du-Pape (vinho)

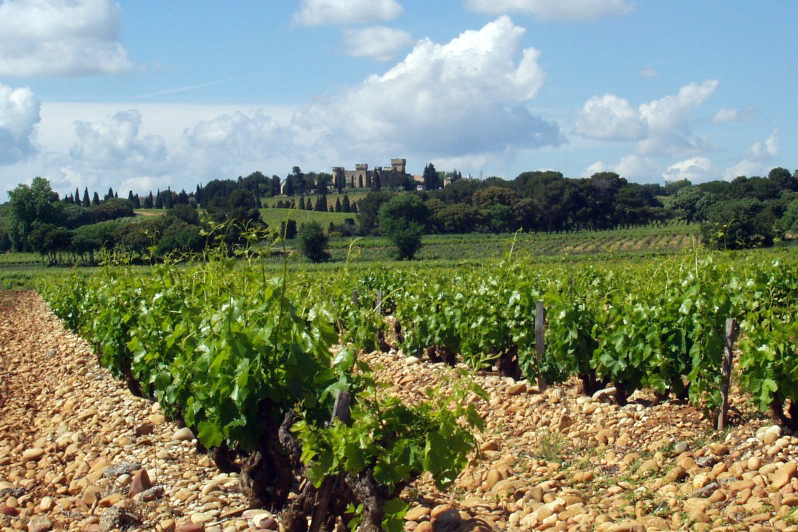
Vinha e château perto de Châteuneuf-du-Pape.

A zona vinícola de Châteauneuf-du-Pape localiza-se no departamento de Vaucluse, no sudeste de França.

Châteauneuf-du-Pape é uma AOC de vinho, nas imediações da localidade de Châteauneuf-du-Pape no Ródano meridional, no sudeste de França.
É a denominação mais conhecida da parte sul do vale do Ródano. As vinhas localizam-se em torno de Châteauneuf-du-Pape e das localidades vizinhas de Bédarrides, Courthézon e Sorgues, entre Avinhão e Orange, e cobrem pouco mais de 3.200 hectares. Aqui se produzem cerca de 110.000 hectolitros de vinho por ano. Produz-se mais vinho nesta zona do que em todo o Ródano setentrional junto.
Ao contrário dos seus vizinhos do Ródano setentrional, o Châteauneuf-du-Pape permite treze variedades de uva e a mistura está dominada normalmente pela grenache. As outras uvas tintas são cinsault, counoise, mourvèdre, muscardin, syrah, terret noir e vaccarèse. Entre as uvas brancas incluem-se a grenache blanc, bourboulenc, clairette, picardin, roussanne e picpoul. Nos últimos anos a tendência tem sido ir incluindo menos, ou até nenhuma, das variedades brancas permitidas, e confiar principalmente (ou exclusivamente) na grenache, na mourvèdre e na syrah.
Antes do crítico de vinhos Robert M. Parker Jr. ter começado a promovê-los nos Estados Unidos, os vinhos de Chateauneuf eram considerados rústicos e eram muito pouco consumidos. No entanto, o seu crescente consumo fez com que os preços quadruplicassem no decurso da última década.
Em 1995, Parker foi a terceira pessoa a receber o título de cidadão honorário do vilarejo. As duas outras pessoas foram os franceses Frédéric Mistral e Marcel Pagnol.